# ICC World Cup Qualifier
De ICC World Cup Qualifier is het crickettoernooi dat dient als de laatste fase van het kwalificatiesysteem voor het wereldkampioenschap cricket. Gespeeld wordt in de spelvorm One Day International. Tot en met 2005 heette het toernooi de ICC Trophy. Meestal wordt het toernooi, georganiseerd door de International Cricket Council, gehouden in het jaar voorafgaand aan het wereldkampioenschap. Voor dat WK zijn een aantal landen direct geplaatst, bijvoorbeeld acht landen in 2019, waardoor aan de World Cup Qualifier de allersterkste landen niet meedoen.
Op dit moment (anno 2020) plaatsen twee landen zich via de Qualifier voor het wk. Dat varieerde eerder tussen de één (in 1982-1990) en de vijf (2005). Landen kunnen zich via de World Cricket League plaatsen voor de Qualifier. 

## Resultaat
| Editie | Gastland      | Winnaar                                         | Verschil                          | Tweede                                        | Aantal wk-plaatsen | Geplaatst                                      |
| ------ | ------------- | ----------------------------------------------- | --------------------------------- | --------------------------------------------- | ------------------ | ---------------------------------------------- |
| 1979   | Engeland      | Sri Lanka 324-8 (60 overs)                      | 60 runs Scorecard                 | Canada 264-5 (60 overs)                       | 2                  | Sri Lanka, Canada                              |
| 1982   | Engeland      | Zimbabwe 232-5 (54.3 overs)                     | 5 wickets Scorecard               | Bermuda 231-8 (60 overs)                      | 1                  | Zimbabwe                                       |
| 1986   | Engeland      | Zimbabwe 243-9 (60 overs)                       | 25 runs Scorecard                 | Nederland 218 all out (58.4 overs)            | 1                  | Zimbabwe                                       |
| 1990   | Nederland     | Zimbabwe 198-4 (54.2 overs)                     | 6 wickets Scorecard               | Nederland 197-9 (60 overs)                    | 1                  | Zimbabwe                                       |
| 1994   | Kenia         | Verenigde Arabische Emiraten 282-8 (49.1 overs) | 2 wickets Scorecard               | Kenia 281-6 (50 overs)                        | 3                  | Verenigde Arabische Emiraten, Kenia, Nederland |
| 1997   | Maleisië      | Bangladesh 166-8 (25 overs)                     | 2 wickets (D/L methode) Scorecard | Kenia 241-7 (50 overs)                        | 3                  | Bangladesh, Kenia, Schotland                   |
| 2001   | Canada        | Nederland 196-8 (50 overs)                      | 2 wickets Scorecard               | Namibië 195-9 (50 overs)                      | 3                  | Nederland, Namibië, Canada                     |
| 2005   | Ierland       | Schotland 324-8 (50 overs)                      | 47 runs Scorecard                 | Ierland 277-9 (50 overs)                      | 5                  | Schotland, Ierland, Canada, Bermuda, Nederland |
| 2009   | Zuid-Afrika   | Ierland 188-1 (42.3 overs)                      | 9 wickets Scorecard               | Canada 185 all out (48 overs)                 | 4                  | Ierland, Canada, Nederland, Kenia              |
| 2014   | Nieuw-Zeeland | Schotland 285-5 (50 overs)                      | 41 runs Scorecard                 | Verenigde Arabische Emiraten 244-9 (50 overs) | 2                  | Schotland, Verenigde Arabische Emiraten        |
| 2018   | Zimbabwe      | Afghanistan 206-3 (40.1 overs)                  | 7 wickets Scorecard               | West-Indië 204 all out (46.5 overs)           | 2                  | Afghanistan, West-Indië                        |